# 東大門區
東大門區（韩语：／ Dongdaemun gu）是大韓民國首都首爾特別市的25個分區之一。
值得一提的是，俗称“东大门”的兴仁之门并不在东大门区，而是在钟路区。

## 歷史
該區成立於1943年，其面積比今天的為大。1949年，城北區由當時的東大門區分拆出來。至1975年，本屬該區的昌信洞及崇仁洞被割予鍾路區。1988年，再有17個洞被分拆出，成為中浪區。

## 行政區劃

行政區劃圖

現時東大門區共劃分為26個行政洞。
- 新設洞
- 龍頭1洞
- 龍頭2洞
- 祭基1洞
- 祭基2洞
- 典農1洞
- 典農2洞
- 典農3洞
- 典農4洞
- 踏十里1洞
- 踏十里2洞
- 踏十里3洞
- 踏十里4洞
- 踏十里5洞
- 長安1洞
- 長安2洞
- 長安3洞
- 長安4洞
- 清凉里1洞
- 清凉里2洞
- 回基洞
- 徽慶1洞
- 徽慶2洞
- 里門1洞
- 里門2洞
- 里門3洞

## 交通

### 鐵路
清涼里站可乘搭新村號、無窮花號、ITX-青春列車。
韓國鐵道公社
- 京元線（●首都圈電鐵1號線）：新里門站 - 韓國外國語大學站 - 回基站
- 中央線（●首都圈電鐵京義·中央線・●首都圈電鐵京春線）：清涼里站 - 回基站

首爾交通公社
- ●首都圈電鐵1號線：清涼里站 - 祭基洞站 - 新設洞站
- ●首爾地鐵2號線：龍頭站 - 新設洞站
- ●首都圈電鐵5號線：踏十里站 - 長漢坪站

牛耳新設輕電鐵
- ●首爾輕電鐵牛耳新設線：新設洞站

## 友好城市
- 延庆區（北京市），于1997年建立友好关系，于2011年签订“文化体育交流协议书”和“经济交流协议书。[1]

## 外部連結
- 東大門區主頁 （页面存档备份，存于） 